# Hans Peter Doll
Hans Peter Doll (* 21. Februar 1925 in Offenbach am Main; † 27. Dezember 1999 in Stuttgart) war ein deutscher Dramaturg und Theaterintendant.

## Leben und Wirken
Hans Peter Doll war der Sohn eines Bankangestellten aus dem damals selbstständigen Bieber bei Offenbach. Nach dem Besuch einer Bankfachschule von 1941 bis 1943 und einem Kriegseinsatz mit anschließender kurzer Gefangenschaft studierte er an der Universität Frankfurt am Main Germanistik, Literatur- und Theatergeschichte. 

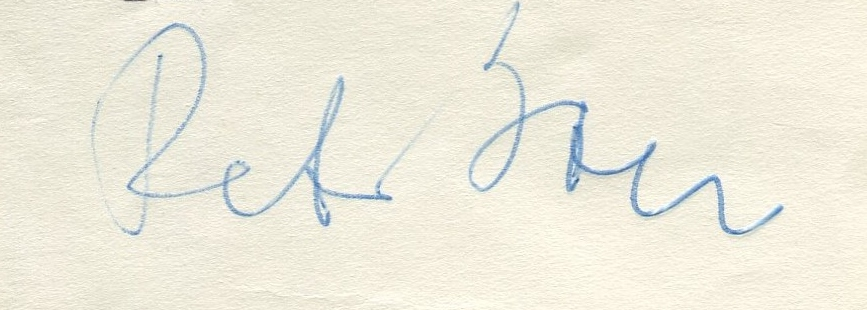
Signatur Hans Peter Doll

Parallel zu seiner Universitätsausbildung wollte er praktisch arbeiten, deshalb bewarb er sich als literarischer Mitarbeiter bei verschiedenen gerade neu konstituierten Informationsmedien. Angenommen wurde er jedoch nicht, sodass er auf den die Literatur mit dem Theater verbindenden Berufszweig des Dramaturgen auswich. Anfang des Jahres 1946 wurde er Dramaturgiehospitant, später Dramaturgieassistent an den Städtischen Bühnen Frankfurt. Mit dem Aufstieg vom Hilfsdramaturgen zum Dramaturgen brach er das Studium ab und ging in seinem Beruf auf. Beeindruckt war er damals von den in Frankfurt schauspielenden Richard Münch und Siegfried Lowitz, außerdem von den außergewöhnlichen Aufführungen Karl-Heinz Stroux’ im benachbarten Darmstadt.
1952 wechselte er als Chefdramaturg an das Staatstheater in Braunschweig. 1953 ging er in gleicher Funktion an das Schauspielhaus in Bochum, 1959 an das Landestheater nach Hannover und 1962 an das Theater der Freien Hansestadt Bremen, wo er mit Oberspielleiter Peter Zadek zusammenarbeitete.
Von 1963 an arbeitete er als Intendant: Zunächst in Heidelberg und ab 1968 als Generalintendant in Braunschweig. Im Oktober 1969 wechselte er ans Württembergische Staatstheater in Stuttgart, wo er die ersten drei Spielzeiten an der Seite von Generalintendant Walter Erich Schäfer wirkte, ehe er im Juli 1972 dessen Posten übernahm. Im Opernfach machte er sich unter anderem durch die Aufführung verschiedener Werke von Hans Werner Henze verdient. Im Schauspielfach standen Umbrüche an, denn achtzig Prozent der Schauspieler waren Regisseur Peter Palitzsch bei seinem Abgang von Stuttgart nach Frankfurt am Main gefolgt. Doll stellte ein Ensemble aus zumeist jungen unbekannten Schauspielern zusammen, deren Namen erst bekannt werden sollten, wie Kirsten Dene, Anne-Marie Kuster, Claus Theo Gärtner, Branko Samarovski, Peter Sattmann, Martin Schwab, Gert Voss oder Manfred Zapatka. Auch beispielsweise Dramaturg Uwe Jens Jensen oder Bühnenbildner Axel Manthey erlangten mit der Zeit Bedeutung in der Theaterwelt. Einen Fang der besonderen Art machte Doll mit Claus Peymann. Dieser Nachwuchsregisseur wurde ihm von einem Freund im Rowohlt Verlag, der die Theaterliteratur betreute, nahegebracht. Er holte Peymann 1974 vom Frankfurter Theater am Turm (TAT) nach Stuttgart und übertrug ihm die Aufgabe als Schauspieldirektor. Mit Peymann erlebte das Staatstheater einen Aufschwung, aber auch Negativschlagzeilen, weniger wegen gelegentlich umstrittener Inszenierungen, als vielmehr wegen Peymanns Spendenaufruf für die Baader-Meinhof-Inhaftierten oder seine spektakuläre Auseinandersetzung mit seinem zu Sparmaßnahmen bei Personal- und Sachkosten angehaltenen Vorgesetzten Doll. Peymann verzichtete auf eine Verlängerung seines Fünfjahresvertrags und wurde mit Beginn der Spielzeit 1979/1980 von Hansgünther Heyme abgelöst, der bis 1985 in Stuttgart verblieb – ebenso lange wie Doll.
1983 erhielt Doll den Titel eines Professors.
Im August 1985 löste Wolfgang Gönnenwein, der erfolgreiche Leiter der expansiven Ludwigsburger Festspiele und Rektor der Stuttgarter Musikhochschule, Doll ab. Hintergrund war offenbar ein vom Stuttgarter Kultusministerium vorgelegtes neues „dezentrales Kulturkonzept“, das mit einer engen Kooperation von Staatstheatern und Ludwigsburger Festspielen auf eine Art „Landesfestspiele“ abzielte. Doll wechselte in das für ihn geschaffene Amt eines „Landesbeauftragten für die Ausbildung des künstlerischen Bühnennachwuchses in Baden-Württemberg“ und blieb dem Stuttgarter Theaterleben damit weiterhin verbunden. Sein bis Mitte 1988 geltender Vertrag wurde bis Ende 1989 verlängert. Zudem übernahm er den Vorsitz eines Arbeitskreises, der die Gründung einer Theaterakademie in der schwäbischen Metropole vorbereitete. Ebenfalls 1985 übernahm er die Intendanz der Luisenburg-Festspiele in Wunsiedel, die er bis zum Sommer 1999 leitete.
Doll erklärte sich 1990 bereit, ab August für eine Spielzeit am Schauspiel Frankfurt als Übergangsintendant (die Zeitspanne vom scheidenden Günther Rühle zum noch nicht zur Verfügung stehenden Peter Eschberg) auszuhelfen. Noch im selben Jahr ergab sich eine Führungs-Vakanz in der Oper. Nach langem Zureden sagte Doll auch hier zu, als Interims-Intendant zu fungieren. Diese Lösung dauerte bis 1992. Anschließend kam es zu einer dritten Zwischenintendanz, diesmal an seiner alten Wirkungsstätte, dem Staatstheater Braunschweig. Zum 1. Juli 1994 wechselte Doll dann für zwei Jahre als Übergangsdirektor an das Theater Basel. Diese Aushelferserie brachte ihm die Bezeichnung „Feuerwehrmann des deutschen Theaters“ ein.
Im Spätherbst 1996 kehrte er als Berater und dritter Geschäftsführer des Theaterhauses nach Stuttgart zurück. Als der Frankfurter Opernchef Sylvain Cambreling im Dezember 1996 seinen Rücktritt erklärte, verpflichtete ihn Oberbürgermeisterin Petra Roth als Berater hinsichtlich der Umwandlung des Hauses in eine GmbH sowie der künstlerischen Ausrichtung.
Neben seinen Leitungsaufgaben fertigte er in seiner Karriere Übersetzungen von zeitgenössischer Theaterliteratur aus dem Englischen und Französischen an, wobei ihn Peter Zadek und Willy H. Thiem unterstützten. Er schuf ebenso zusammen mit Günther Fleckenstein Bühnenbearbeitungen klassischer Märchenstoffe. Darüber hinaus schrieb er Buchbeiträge beziehungsweise ganze Bücher zu Theaterthemen und verfasste eine Autobiografie. Auch als Herausgeber trat er in Erscheinung.
Hans Peter Doll starb im Alter von 74 Jahren an den Folgen eines Schlaganfalls. Er hinterließ seine seit 1959 mit ihm verheiratete Frau und drei, 1964, 1966 und 1969 geborene, Töchter.

## Zitate

### Berufsmaxime
„Ohne Teamarbeit, ohne Qualitätssteigerung, ohne Öffentlichkeitsarbeit, ohne frühzeitige Bindung an ein neues Publikum wird das deutsche Theater sich nur schwer weiterentwickeln können. […] Entscheidend jedoch ist die Persönlichkeit, die sich des vorstehend geschilderten Instrumentariums bedient, bedient mit all der Individualität, der wissenschaftlichen Methodik, dem Kunstverstand, dem Engagement, der Erfindungskraft, der Ästhetik und der schöpferischen Eigenwilligkeit, die sie besitzt. Sie, die Persönlichkeit – und nur sie allein, sei es in der extremsten Individualität des Einzelnen oder vermittelt durch die Arbeit eines Teams – prägt noch immer die Verschiedenartigkeit der deutschen Theaterlandschaft und stuft diese vor allem durch einen wesentlichen Akzent: den der künstlerischen Qualität.“

### Zustandskritik
„Nach dem kulturpolitischen Auf- und Umbruch der siebziger Jahre hat man sich leider sehr rasch von den wichtigen inhaltlichen Fragen entfernt. Der revolutionäre Qualm verrauchte schnell und man wendete sich zunehmend einem dekorativen Raffinement, einer bildnerischen Opulenz, technischer Brillanz und Beleuchtungsorgien und einem letzten Endes hohlen Ästhetizismus zu, den man ganz weit auf die Spitze getrieben hat. Und so gibt es eigentlich für immer mehr Geld immer weniger Theaterkunst, deren Zentren ausschließlich noch immer der spielende, singende und tanzende Mensch sein sollte. Die Zeit ist reif – stilistisch wie inhaltlich – für das „arme Theater“, in dem wieder Geschichten erzählt werden und der Mensch im Mittelpunkt steht.“

### Zur Person Hans Peter Doll
„Hans Peter Doll gehört zweifellos zu den besten Intendanten, die das deutsche Theater jemals vorzuweisen hatte.“

## Auszeichnungen
- 1984: John-Cranko-Preis
- 1985: Verdienstkreuz 1. Klasse der Bundesrepublik Deutschland
- 1990: Verdienstmedaille des Landes Baden-Württemberg

## Werke

### Schriften (Auswahl)
- Fakten die den Theaterspielplan heute mitbestimmen. In: Spielplangestaltung der Theater 1802 und 1968 von den Braunschweiger Intendanten August Klingemann, Hans Peter Doll (= Bibliophile Schriften der Literarischen Vereinigung Braunschweig e. V.; Band 15). Literarische Vereinigung Braunschweig, Braunschweig 1968, S. 33–65.
- Hans Schalla. 1904–1983. Texte und Bilder. Zweiundvierzig Geschichten von Hans Peter Doll. Schürmann und Klagges, Bochum 1983.
- Stuttgarter Theaterplakate 1972–1985. Herausgegeben von den Württembergischen Staatstheatern Stuttgart. Verlag Druckhaus Münster R. Zwingmann, Münster 1984, ISBN 3-9800628-3-X.
- Stuttgarter Theaterarbeit 1972–1985. Herausgegeben von den Württembergischen Staatstheatern Stuttgart. Württembergische Staatstheater, Stuttgart 1985.
- (mit Günther Erken:) Theater. Eine illustrierte Geschichte des Schauspiels. Belser Verlag, Stuttgart/Zürich 1985, ISBN 3-7630-9032-0.
- Vorhang zu! Geschichten eines Theatermachers (= Engelhorns Lebensbilder). Engelhorn-Verlag, Stuttgart 1990, ISBN 3-87203-081-7.

### Übersetzungen (Auswahl)
- (mit Willy H. Thiem:) Die Folter (Original: The Rack von John Boynton Priestley), 1959.
- Die Welt, in der man sich langweilt. Lustspiel in drei Akten (Original: Le Monde où l’on s’ennuie von Édouard Pailleron), 1961.
- (mit Willy H. Thiem:) Die Venezianische Tür. Komödie in drei Akten (Original: The Venetian door von John Boynton Priestley), 1961.
- (mit Peter Zadek:) Was ist an Tolen so sexy? (Original: The Knack von Ann Jellicoe), 1963.
- (mit Hanns Bernhardt und Peter Zadek:) The Music Man (von Meredith Willson), 1963.
- (mit Willy H. Thiem:) Der eine Tag im Jahr. Schauspiel (Original: The one day of the year von Alan Seymour), ca. 1963.

### Bühnenfassungen (Auswahl)
- (mit Robert Lossen:) Der Herr von Fuchs. Lustspiel in drei Aufzügen (nach Volpone von Ben Jonson), 1959.
- (mit Günther Fleckenstein:) Schneewittchen. Ein Weihnachtsmärchen nach den Gebrüdern Grimm, 1964.
- (mit Günther Fleckenstein:) Die Bremer Stadtmusikanten. Ein Märchen frei nach den Gebrüdern Grimm, ca. 1965.
- (mit Günther Fleckenstein:) König Drosselbart. Ein Märchen frei nach den Gebrüdern Grimm, 1966.
- (mit Günther Fleckenstein:) Rumpelstilzchen. Ein Märchen nach den Gebrüdern Grimm, ca. 1978.

### Herausgaben (Auswahl)
- Festschrift anläßlich der 200. Wiederkehr des Geburtstages von J. W. Goethe. Herausgegeben im Auftrage der Städtischen Bühnen in Frankfurt a. M. Hans Peter Doll. Brönners Druckerei Breidenstein, Frankfurt am Main 1949.
- Eine Theaterlandschaft. Theater in Baden-Württemberg. Texte, Informationen, Fotos. Herausgegeben von Hans Peter Doll unter Mitarbeit von Kraft-Alexander, Hans-Reinhardt Müller, Hannes Rettich, Hans-Werner Rückle im Auftrag der Intendanten des Landes Baden-Württemberg. Rombach, Freiburg im Breisgau 1968.
- Adam Lude Döring. Skizzen aus dem Ballettsaal. Herausgegeben von Hans Peter Doll. Mit einem Essay von Richard Cragun. Belser, Stuttgart/Zürich 1985, ISBN 3-7630-1980-4.
- Mein erstes Engagement. Theaterleute erinnern sich (= Engelhorns Lebensbilder). Engelhorn Verlag, Stuttgart 1988, ISBN 3-87203-038-8.